# Danuta Niedzielska
Danuta Niedzielska (ur. 26 stycznia 1963) – polska lekkoatletka, sprinterka, medalistka mistrzostw Polski.

## Życiorys
Była zawodniczką Startu Lublin i AZS Gdańsk.
Na mistrzostwach Polski seniorów na otwartym stadionie zdobyła pięć medali, w tym dwa srebrne w sztafecie 4 x 100 metrów (1980 i 1982), dwa brązowe w sztafecie 4 x 100 metrów (1979 i 1981) i brązowy w biegu na 100 metrów w 1981.